# Paul Spangenberg
Paul Gottlieb Theodor Friederich Spangenberg (* 26. Juli 1843 in Güstrow; † 22. Juli 1918 in Berlin-Schöneberg) war ein deutscher Maler.

## Leben
Paul Spangenberg war der älteste Sohn und eines von sieben Kindern des Juristen Fedor Spangenberg aus dessen erster Ehe mit Emma, geb. Diederichs (* 1820). Er wuchs in Güstrow, Schwerin und Rostock auf, besuchte die Große Stadtschule Rostock und bestand dort Ostern 1863 das Abitur.
Spangenberg war ein Schüler von Professor Carl Steffeck an der Akademie zu Berlin. Seit 1867 setzte er seine Studien bei Gustav Stever in Düsseldorf fort, ehe er für ein Jahr Paris, Spanien und Italien bereiste. Er ließ sich 1876 in Berlin nieder, wo er als Porträtmaler und seit 1894 als Professor tätig war. Seine Damenbildnisse waren durch ihre geschickten Arrangements und die „glänzende koloristische Behandlung des Stofflichen“ beliebt. Zu seinen Vorbildern zählten unter anderem Diego Velázquez und Frans Hals, „in deren Geiste er ganze Figuren und Kniestücke, am besten von vornehmen Damen in reicher Toilette schuf.“
Er ehelichte am 27. Oktober 1875 in Berlin Marie Emilie (geborene Lasius, 1845–1912). Mit ihr hatte er eine Tochter, Eva Karoline Emilia Laura, geboren in Berlin am 19. September 1876. Seine Werke befanden sich überwiegend in den Museen in Güstrow, Rostock und Schwerin.
Werke (Auswahl)

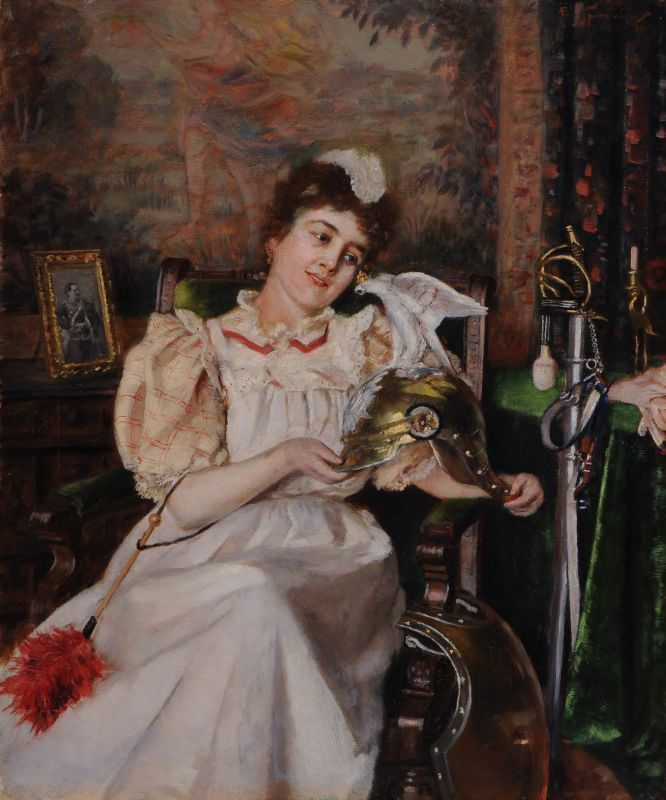
Paul Spangenberg: Die Uniform des Helden, 1899

- Porträt des Ministers von Puttkamer[4]
- Porträt des Großherzogs von Mecklenburg-Schwerin[4]
- Bildnis der Frau E.[7]
- Brustbild der Tänzerin Tortajada in rotem Barett zu sehen in der Versteigerung in Rudolph Lepke’s Kunst-Auctions-Haus 1908
- Orientalische Tänzerin zu sehen in der Versteigerung in Rudolph Lepke’s Kunst-Auctions-Haus am 11. Mai 1915[8]